# Жудець
Жудець (повіт, рум. județ) — адміністративно-територіальна одиниця Румунії I рівня, а також адміністративно-територіальна одиниця Молдови у 1998—2003 роках.
Румунія розділена на 41 жудець і 1 муніципію, що не входить в жодний з них (2003).

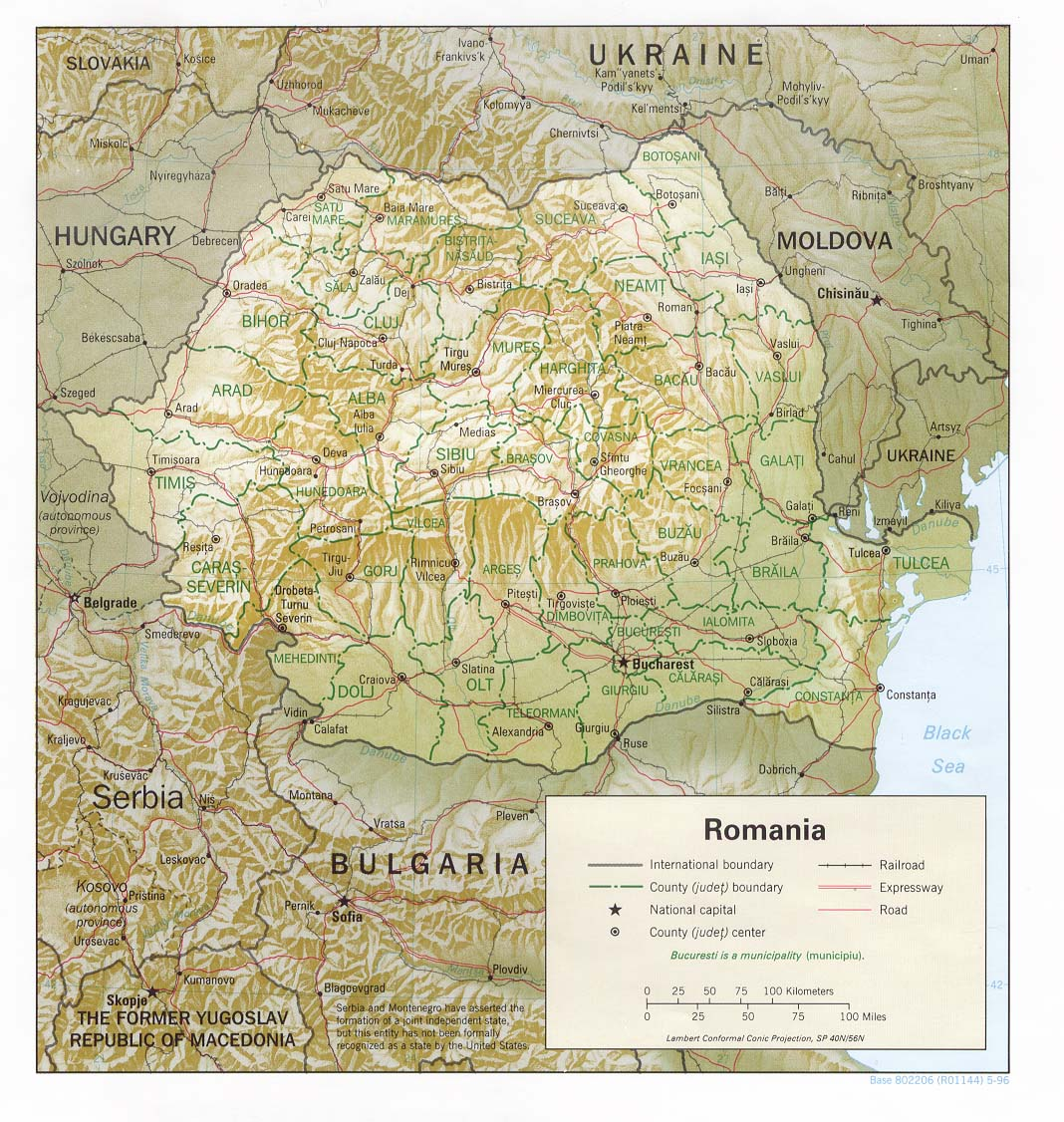

Вперше жудці були введені у XV сторіччі. Румунський суддя — жуд (рум. jude), виконував судові і адміністративні функції.
Сучасний адміністративний поділ на жудці було встановлено в XIX сторіччі за прикладом французьких департаментів — у кожному жудці був призначений префект, який був представником уряду жудця і місцевим головою.
Комуністична партія змінила систему жудців російською системою районів, але в 1968 році жудці були відновлені.